# This Is the Remix (album của Destiny's Child)
This Is the Remix (Tạm dịch: Đây là album Phối lại) là một album phối lại của nhóm nhạc R&B người Mỹ Destiny's Child. Album được lấy tên từ lời nhạc đầu của bài hát "No, No, No" phần 2 và đây là tuyển tập những ca khúc phối lại của nhóm. Album gồm những ca khúc phối nhạc R&B và nhạc nhảy, thu âm từ năm 1997 đến năm 2002. Album sau đó đã được phát hành vào ngày 8 tháng 3 năm 2002 và xuất hiện trên bảng xếp hạng Billboard 200 tại Mỹ với vị trí #29.

## Thông tin ngoài lề
Album này chính là tuyển tập những ca khúc phối lại thành công của Destiny's Child (một số đó là những ca khúc tặng kèm) và thêm nhiều bản phối kèm bản thu âm lại của nhóm. Bản phối có kèm bản thu âm mới và đồng thời cũng là bản phối đầu tiên của họ là "No, No, No (Part II)" cũng đã xuất hiện trong album. Những bản phối nhạc urban được hát lại cũng được kèm trong album là "Say My Name (Timbaland Remix)", "Bootylicious (Rockwilder Remix)", "Bug A Boo (Refugee Camp Remix)", và "Emotion (Neptunes Remix)". Một số bản phối urban không được hát lại thành công cũng nằm trong album, trong đó có bài hát "Survivor (Remix)", kèm theo sự xuất hiện của Da Brat.
Album hầu như chỉ gồm thể loại R&B, còn những ca khúc nhạc nhảy chủ yếu từ Maurice Joshua. Những ca khúc phối lại của anh trong album này gồm "Bills, Bills, Bills" (Maurice's Xclusive Livegig Mix)", "Nasty Girl (Azza's Nu Soul Mix)", và "So Good (Maurice's Soul Remix)" và gồm bản thu âm được thu lại. Ngoài ra, album còn gồm bản phối nhạc nhảy/rhythm của "Dot (E-Poppi Mix)" (nằm trong album nhạc phim của "Charlie's Angels").
Như được nói trên, album còn gồm những ca khúc tặng kèm từ những album phòng thu khác nhưng với thể loại âm nhạc khác biệt hoàn toàn. Đầu tiên là liên khúc giữa hai bản phối của "Jumpin' Jumpin'" là So So Def Remix và Maurice's Jumpin Retro Mix, liên khúc này còn kèm theo giọng thu của hai thành viên gốc LeToya Luckett và LaTavia Roberson và được nối giữa hai bài khá liên lạc. Bản phối này được phát hành độc quyền chỉ trong album này và còn kèm theo giọng của hai thành viên Michelle Williams và Farrah Franklin. Album còn kèm theo bài hát "Independent Women (Part II), nhằm quảng bá cho "Phần I" của bài hát (thực chất ca khúc này đã được viết trước khi phát hành "Phần I"). Album cuối cùng kết thúc với bài hát tặng kèm là ca khúc nhạc gospel "Heard A Word", nhưng vì có thể loại quá nhẹ nhàng nên sau này ca khúc đã bị loại ra khỏi album.

## Danh sách ca khúc
Mã hàng: châu Âu COL 507627 2
1. "No, No, No Part 2" (Extended Version cùng Wyclef Jean) 4:03
2. "Emotion" (The Neptunes Remix) 4:15
3. "Bootylicious" (Rockwilder Remix cùng Missy Elliott) 4:12
4. "Say My Name" (Timbaland Remix cùng Static Major) 5:01
5. "Bug A Boo" (Refugee Camp Remix cùng Wyclef Jean; Bản chỉnh) 3:48
6. "Dot" (The E-Poppi Mix) 3:58
7. "Survivor" (Bản phối cùng Da Brat; Bản chỉnh mới) 3:24
8. "Independent Women Part II" 3:42
9. "Nasty Girl" (Azza's Nu Soul Mix) 5:18
  - Ca khúc trong bản tại Mỹ
10. "Nasty Girl" (Maurice's Nu Soul Radio Edit) 4:08
  - Ca khúc trong bản quốc tế
11. "Jumpin', Jumpin'" (Bản phối mới cùng Jermaine Dupri, Da Brat & Lil Bow Wow) 7:16
  - Là liên khúc của So So Def và Maurice
12. "Bills, Bills, Bills" (Maurice's Xclusive Livegig Mix Edit) 3:23
13. "So Good" (Maurice's Soul Remix Edit) 4:59
14. "Heard A Word" (Bài hát tặng kèm; trình bày bở Michelle Williams) 4:57

| Phiên bản tại Nhật | Phiên bản tại Nhật                                           | Phiên bản tại Nhật |
| STT                | Nhan đề                                                      | Thời lượng         |
| ------------------ | ------------------------------------------------------------ | ------------------ |
| 14.                | "Independent Women Part I (Joe Smooth 200 Proof 2 Step Mix)" | 4:18               |
| 15.                | "Bootylicious (Ed Case Refix)"                               | 4:45               |

## Diễn biến trên các bảng xếp hạng
Album này được phát hành chủ yếu để người hâm mộ của Destiny's Child có thể chờ đợi những sản phẩm mới của nhóm. Album khá thành công về doanh số vì làn sóng album phối lại được dậy lên trong năm 2002 sau thành công của album J to tha L-O!: The Remixes của Jennifer Lopez. This Is The Remix xuất hiện với vị trí #29 trên bảng xếp hạng Billboard 200 với 37,000 bản được tiêu thụ trong tuần đầu tiên, nhưng chỉ sau bảy tuần, vì không được quảng bá rộng rãi nên album đã rơi ra khỏi bảng xếp hạng với tổng cộng 100,000 bản bán tại Mỹ. Album chỉ được quảng bá khá rộng rãi tại New Zealand, vì vậy nên album có cơ hội vươn lên vị trí thứ 8 tại đây, trở thành quốc gia duy nhất mà album vươn lên top 10. Đến nay, hơn 750,000 đã được tiêu thụ toàn thế giới.

## Xếp hạng
| Bảng xếp hạng (2002)            | Vị trí |
| ------------------------------- | ------ |
| Austrian Albums Charts          | 47     |
| Dutch Albums Chart              | 27     |
| German Albums Chart             | 43     |
| Japanese Albums Chart           | 60     |
| New Zealand Albums Chart        | 8      |
| Swiss Albums Chart              | 43     |
| UK Albums Chart                 | 25     |
| US Billboard 200                | 29     |
| US Billboard R&B/Hip-Hop Albums | 19     |